# André Devauchelle
André Devauchelle (Colombes, 17 agosto 1904 – Montfermeil, 22 dicembre 1972) è stato un ciclista su strada francese.
Professionista per un solo anno, il 1927, vinse in quella stagione il Grand Prix Wolber disputato a squadre. Prese anche parte al Tour de France, che chiuse al ventiseiesimo posto.

## Palmarès
- 1927

Grand Prix Wolber

## Piazzamenti

### Grandi Giri
- Tour de France

1927: 26º